# Trioceros wolfgangboehmei
Trioceros wolfgangboehmei — вид ящірок з родини хамелеонів (Chamaeleonidae). Описаний у 2021 році.

## Етимологія
Вид названо на честь німецького зоолога Вольфганга Беме, старшого герпетолога Музею зоологічних досліджень Олександра Кеніга в Бонні, Німеччина, за численні внески у дослідження хамелеонів.

## Поширення
Ендемік Ефіопії. Населяє північні схили гір Бале.